# Les Aventures de Bidibi et Banban

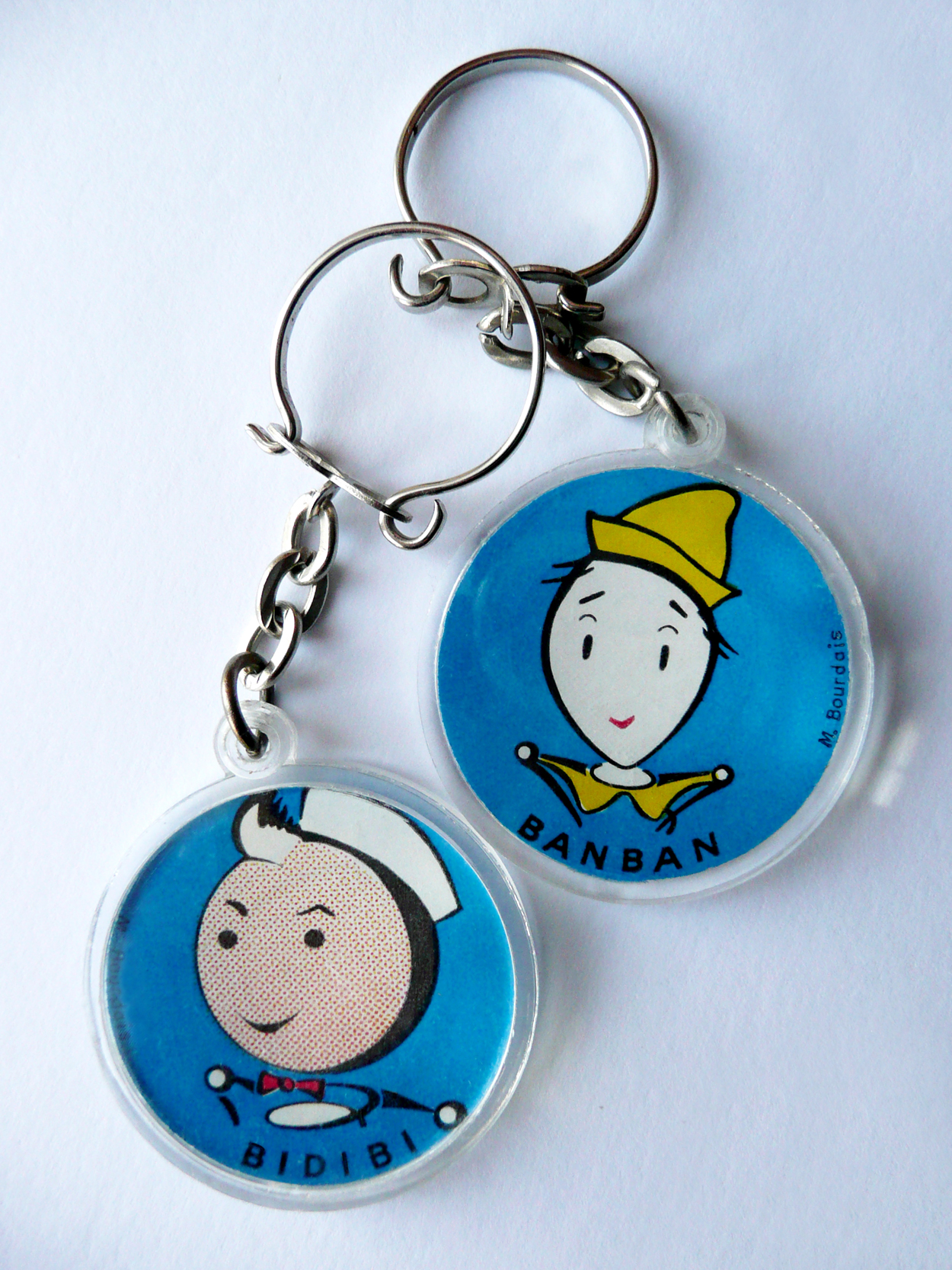
Porte-clés Bidibi et Banban, dessinés par Michel Bourdais, support publicitaire des années 1960.

Les Aventures de Bidibi et Banban sont une série de pièces de théâtre en trois actes et de feuilletons radiophoniques destinés au jeune public. Elles sont écrites par Jean Dalten (dit parfois Jean Leloup) entre 1945 et la fin des années 1950. Sur fond d’enquête policière très animée, menée par deux apprentis clowns, chacune des intrigues fait la part belle à l'humour, et offre aux spectateurs la possibilité d'intervenir dans l’action.
De 1945 à 1967, Les Aventures de Bidibi et Banban se jouent en France dans divers théâtres de Paris, et de très nombreuses villes de province, ainsi qu'en Suisse, et en Belgique. D'autre part, elles sont diffusées sous forme de feuilletons radiophoniques durant les émissions enfantines du jeudi par la Radiodiffusion-télévision française, par Radio Luxembourg dans l’émission Vive jeudi présentée par Jean Nohain, et de 1953 à 1960, différents jours de la semaine, sur les antennes de la Radio suisse romande.
À plusieurs reprises, la télévision française les diffuse aussi en direct des studios de Cognacq-Jay à Paris, et les Disques Festival les reprennent en vinyle.
Les premières représentations en 1945 et 1946 étant un succès, le comédien Antonin Baryel fonde la compagnie Le Théâtre du Petit-Jacques au printemps 1947 et, pendant les vingt années qui suivent, cette compagnie interprète toutes Les Aventures de Bidibi et Banban.
De 1989 à 1995, Alain Chabat et Dominique Farrugia réactualisent Bidibi et Banban en empruntant leurs noms pour signer leur chronique mensuelle, d'humour décalé, qui clôture Studio, un magazine consacré au cinéma.

## Les pièces

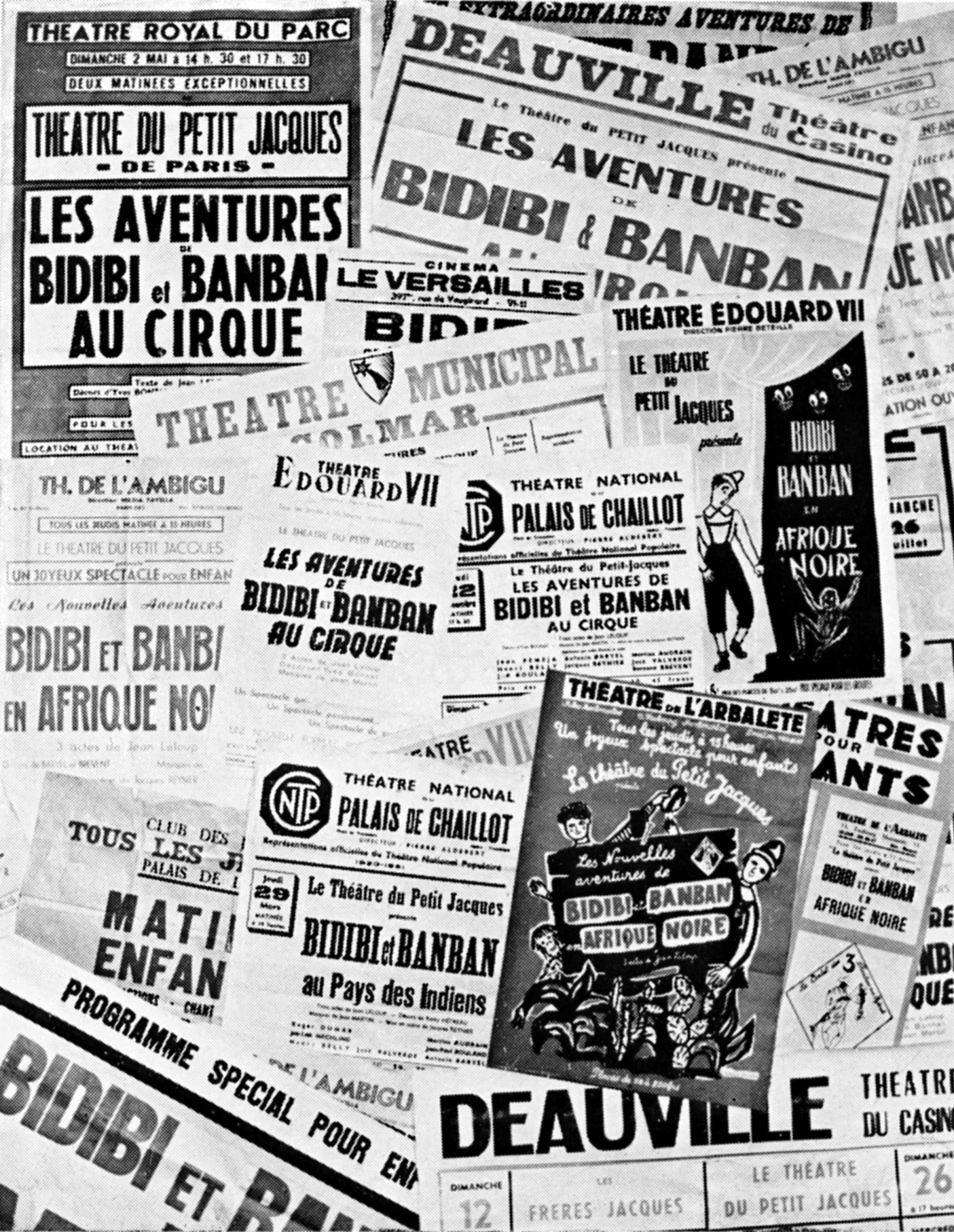
Ensemble d'affiches des Aventures de Bidibi et Banban des années 1950.

Les cinq pièces en trois actes, pour enfants, écrites par Jean Dalten sont les suivantes :
- Bidibi et Banban au cirque. Les décors sont de Yves Bonnat[15], les masques de Jean Martin et de Robert Mendigal[16], le cheval animé Pégase du plasticien Bartoli. À sa sortie, en septembre 1945 au théâtre Édouard VII à Paris, la mise en scène est de Jacques Reynier[1],[a]. À partir de 1947 et jusqu'à la dernière représentation durant la tournée des plages en juillet et août 1966, la mise en scène est assurée par Antonin Baryel.
- Bidibi et Banban en Afrique noire, signée Jean Leloup (Jean Dalten). Les décors sont de Walter Bodjol, les masques de Jean Martin et de Robert Mendigal. Mise en scène Antonin Baryel.
- Bidibi et Banban au pays des Indiens. Les décors sont de Rémy Hétreau, les masques de Jean Martin et de Robert Mendigal. Mise en scène Antonin Baryel[17].
- Les Nouvelles Aventures de Bidibi et Banban en Afrique noire, signée Jean Leloup (Jean Dalten). Les décors sont de Walter Bodjol, les masques de Jean Martin et de Robert Mendigal. Mise en scène Antonin Baryel[18].
- Bidibi et Banban chez les corsaires. Mise en scène Antonin Baryel.

## Les personnages
Personnages principaux
Dans toutes les Aventures de Bidibi et Banban, pièces ou feuilletons, les personnages principaux sont récurrents. Bidibi et Banban, les héros, sont deux jeunes gens en fin d’adolescence, garçons de piste au Cirque Léonidas, aux physiques et caractères très différents. Bidibi est vif, malin, débrouillard et courageux. À l'opposé, Banban est peureux, maladroit, menteur, gourmand, paresseux mais avec un grand cœur. Leur jeu scénique, leurs réparties efficaces, l'accumulation des gags sont dans la grande tradition des clowns et déclenchent les rires. 
L'un et l'autre drainent d'emblée la sympathie du public face aux deux méchants, le fakir Satanas et le dompteur Tornados. On retrouve aussi, dans chaque aventure, Mademoiselle Pâquerette, amie de Bidibi et Banban, ainsi que le Présentateur. Quel que soit le pays où se déroule chacune des intrigues, c'est toujours après mille et une péripéties que Bidibi et Banban déjouent pièges et guet-apens pour triompher des traîtres et des bandits, la vérité finissant toujours par éclater.
Personnages secondaires
Les personnages secondaires, campés de façon plutôt stéréotypée, pointent les lieux où les aventures se déroulent. Ils se comportent, soit en alliés de Bidibi et Banban, soit en adversaires, rehaussant l’intrigue de surprises tout en ménageant le suspense jusqu'au dénouement. 
On peut citer : 
- dans Bidibi et Banban au cirque : Magnéticos, Frédérico, Père Pomme, Monsieur Pluche et le cheval Pégase.
- dans Bidibi et Banban en Afrique noire : Escopette, Boudouboudou, Monsieur Pluche et la guenon Antoinette.
- dans Bidibi et Banban au pays des Indiens : Œil de Coyotte, Petit Mouflon, les Indiens Nez-plats, le sheriff O'Conneil Pandore, le père Bonenfant, la mère Bonenfant et l’ours Pouf.

## Les masques
Le fakir Satanas, le dompteur Tornados ainsi que les autres personnages secondaires jouent sous un demi-masque inspiré de la commedia dell'arte, tandis que Bidibi, Banban, le présentateur et mademoiselle Pâquerette jouent à visage découvert,. 

## Les feuilletons radiophoniques
Les séquences destinées à être diffusées à la radio sont toujours enregistrées en public, dans un théâtre à Paris, l'ABC, le plus souvent, ou un cinéma,. Elles sont écrites par Jean Dalten au fur et à mesure de leurs diffusions.
Durant quatre années, au milieu des années 1950, Bidibi et Banban jouent sur scène ces aventures à épisodes dans l'émission hebdomadaire Vive jeudi de Radio Luxembourg, présentée par Jean Nohain. Roger Kreicher assure la mise en onde.
De 1953 à 1963, c'est sur les antennes de la Radio suisse romande que, régulièrement, on entend aussi ces feuilletons. Parmi ceux-ci, on peut citer : Les Nouvelles Aventures de Bidibi et Banban au Far West en 1956, ou Les Aventures de Bidibi et Banban en forêt vierge en 1959.

## La télévision française
En mars 1949 Les Aventures de Bidibi et Banban sont diffusées en direct sur la RTF. Ce premier spectacle télévisé réalisé par René Lucot et intitulé Bidibi et Banban au pays des grands singes est une adaptation de Bidibi et Banban en Afrique noire. Guy Bedos interprète le rôle de Bidibi et Jean-Paul Rouland celui de Banban. Durant les années 1950, d'autres diffusions régulières suivent.

## Discographie
Les Aventures de Bidibi et Banban, vedettes du cirque, sont reprises en vinyle. Elles sont interprétées par la compagnie Antonin Baryel. Label et références : Disques Festival, 45 tours, longue durée FX45-1012 Standard.

## Quelques interprètes
Parmi les nombreux artistes ayant interprété Les Aventures de Bidibi et Banban, on peut citer dans les rôles de :  
- Bidibi : Guy Bedos, Roger Dumas, Serge Rousseau, Jacques Lassalle, Denis Manuel, Philippe Ogouz
- Banban : Jean-Paul Rouland[b], Jean Turpin, Bernard Murat, Roger Souza
- Satanas : Daniel Zerki, Michel Cogoni, Henry Belly
- Tornados : Raymond Pélissier, Martin Trévières
- Mademoiselle Pâquerette : Michèle Bardollet, Évelyne Ker, Catherine Lafond